# McKroket

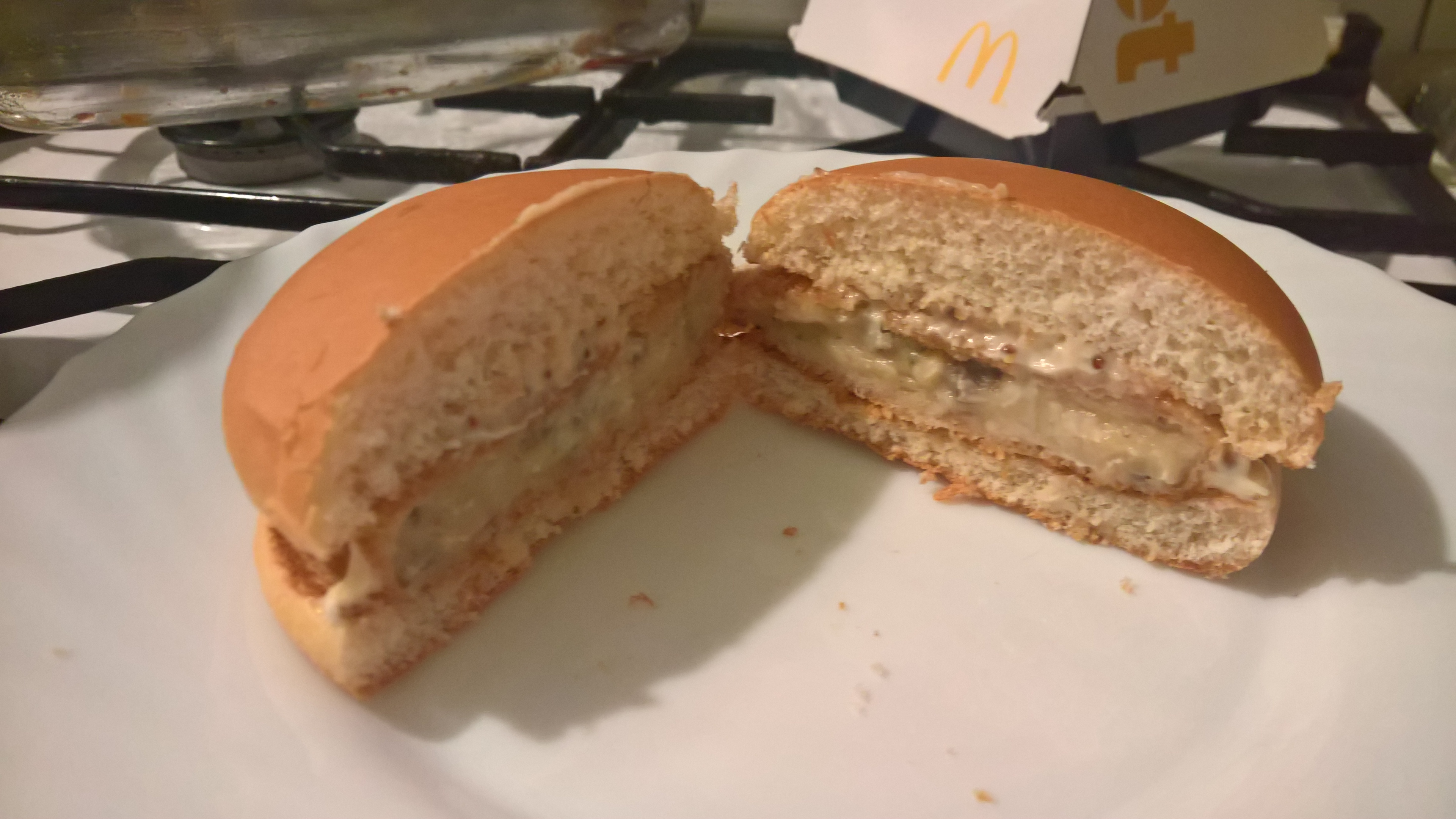
Der ursprüngliche McKroket, in der Mitte durchgeschnitten

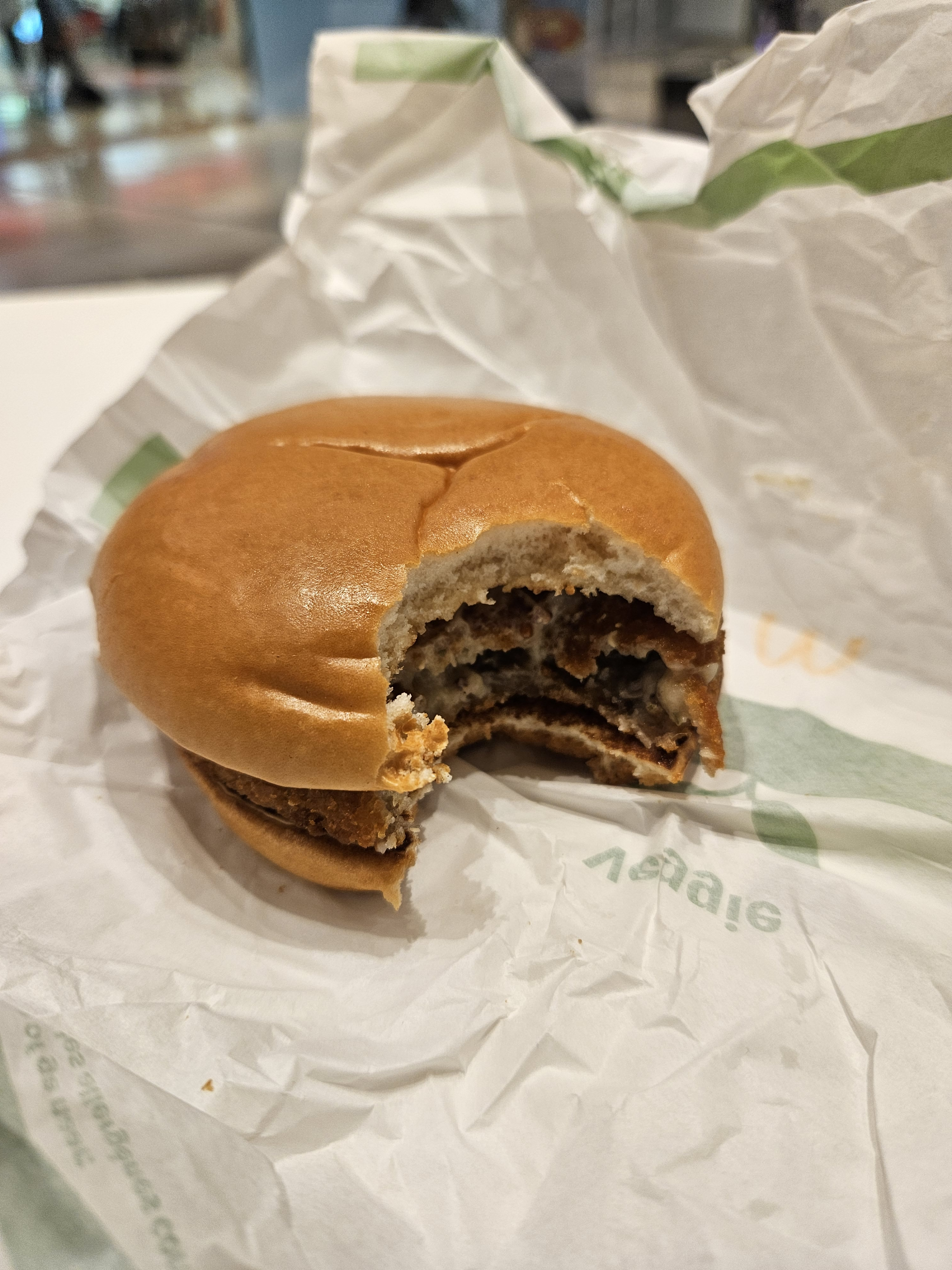
Der vegetarische McKroket

Der McKroket ist ein Produkt, welches ausschließlich in den Niederlanden, Belgien und Curaçao bei der Fast-Food-Kette McDonald’s erhältlich ist. Hierbei handelt es sich um ein Hamburgerbrötchen mit einer Krokettenscheibe und einer Dijon-Senfsauce. Der McKroket ist seit Eröffnung des ersten McDonald’s-Restaurants in den Niederlanden Teil des Produktsortiments. Das Produkt verschwand nach einigen Jahren wieder von der Speisekarte, bis es 1999 im Rahmen der Hollandse weken (dt. holländische Wochen) zuerst zeitlich begrenzt zurückkehrte. Der McKroket wurde ein Verkaufsschlager, was McDonald’s dazu veranlasste, den Burger wieder dauerhaft in sein Sortiment aufzunehmen.
Der McKroket ist eine Erfindung des ersten niederländischen McDonald’s-Franchisenehmers, Han Reekers.
Der McKroket ist in Belgien nur in einigen ausgewählten Filialen erhältlich.
Seit September 2023 ist der McKroket auch als pflanzliche Variante erhältlich, im Rahmen der Strategie von McDonald’s, mehr vegetarische Optionen anzubieten. Zwischen September und November 2023 bot McDonald’s ausschließlich die pflanzliche Variante des McKroket an. Diese Entscheidung des Fast-Food-Konzerns stieß auf viel Kritik. McDonald’s gab zu, dass es sich dabei um eine zeitlich begrenzte Aktion handelte, um seine Kunden zur Variation bei der Ernährung zu inspirieren. Die Fleischvariante des McKroket findet sich seit November 2023 wieder im Produktangebot von McDonald’s.